# Allobaccha triangulifera
Allobaccha triangulifera är en tvåvingeart som först beskrevs av Austen 1893.  Allobaccha triangulifera ingår i släktet Allobaccha och familjen blomflugor. Inga underarter finns listade i Catalogue of Life.